# Momotovití
Momotovití (česky také pilanovití, Momotidae) je čeleď středně velkých ptáků z řádu srostloprstých. Zahrnuje deset druhů v šesti rodech. Žijí ve Střední a Jižní Americe. Většina druhů loví létající hmyz, ty pak mají vroubkované čelisti zobáku. Charakteristickým znakem je holý kus ostnu ocasních per, avšak na konci ocasních per opeření nechybí. Větve pera jsou v těch místech k ostnu připojeny velmi volně a během čištění peří zobákem samy odpadnou. Samci jsou o něco větší než samice, zbarvení je ale podobné. S výjimkou momota modrohrdlého, který žije v horách Střední Ameriky, nemají mláďata prachové peří a rovnou jim roste dospělý šat. Většinou žijí v lesích, momot hnědokápový a momot trpasličí žijí v otevřené krajině.

## Rozmnožování
Jsou monogamní. Hnízdí solitérně v norách, na hrabání nory se podílí obě pohlaví. Samice snáší 3 – 5 vajec, inkubační doba je 21 – 22 dní. Mláďata jsou po vylíhnutí holá a slepá, krmí je oba rodiče po dobu zhruba 24 dní.

## Seznam druhů
- rod Hylomanes
  - momot trpasličí (Hylomanes momotula)
- rod Aspatha
  - momot modrohrdlý (Aspatha gularis)
- rod Eumomota
  - momot skořicovobřichý (Eumomota superciliosa)
- rod Electron
  - momot širokozobý (Electron platyrhynchum)
  - momot modrobrvý (Electron carinatum)
- rod Baryphthengus
  - momot rezavoprsý (Baryphthengus martii)
  - momot rezavohlavý (Baryphthengus ruficapillus)
- rod Momotus
  - momot hnědokápový (Momotus mexicanus)
  - momot černolící (Momotus momota)
  - momot horský (Momotus aequatorialis)